# Sollentuna SK
Sollentuna Schackklubb är en svensk schackklubb. Sollentuna har blivit svenska lagmästare sex gånger (1999, 2000, 2003, 2004, 2006 och 2007). Klubblokal finns i Sofielundsskolan i Sollentuna.

## Historik
Sollentuna schackklubb bildades i september 1954. Det dröjde ända till 1980 innan klubben tog steget in i det allsvenska seriesystemet i division IV. Från 1987 deltog även ett andra lag och från 1992 ett tredje. Förstalaget avancerade 1990 till div III, 1993 till div II och 1994 till div I. Förstabordsspelare var då Luis Couso. Klubben förstärktes 1994 med familjen Agrest och ytterligare spelare. Division I norra vanns 1997, vilket innebar avancemang till elitserien. Klubben arrangerade slutspelet i elitserien 1998. Det blev silver och därefter guld 1999. Då utnyttjades möjligheten att använda två utländska spelare, förmedlade av lagkaptenen Evgenij Agrest. Resultaten har varit framstående sedan dess, ytterligare fem guld och på prisplats varje år. Framgångarna ökade också intresset på ungdomssidan och ett antal unga talanger kom till klubben. Det har bland annat resulterat i fyra vinster i Juniorallsvenskan (för spelare upp till 20 år). Även övriga lag och damsidan gick bra, bland annat två dam-SM i lag. Många av spelarna under 2000-talet är välkända i svenskt schack, till exempel stormästarna Pia Cramling, Europamästarinna, Evgenij Agrest, nordisk mästare, Thomas Ernst, svensk mästare, Emanuel Berg, svensk mästare och Pontus Carlsson. Bland de framgångsrika juniorerna märks Inna Agrest, som 2009 blev kvinnlig internationell mästare (WIM). 
Inför säsongen 2009/10 av allsvenskan i schack ingick schackklubbarna Sollentuna SK och Täby SK ett samarbete. Det innebar att de två klubbarna tävlade med ett gemensamt lag i elitserien, Team Viking. Team Viking blev svenska lagmästare i schack 2010 och 2012. Team Viking har nu ombildats till en egen schackklubb, SK Team Viking, med säte i Norrtälje.